# Krzysztof Elsner
Krzysztof Elsner (ur. 24 sierpnia 1991) – polski futsalista, zawodnik z pola, reprezentant Polski, obecnie zawodnik FC Toruń. Wicemistrz Polski w sezonie 2018/2019 oraz brązowy medalista ligi w dwóch poprzednich.
W 2015 roku ówczesny selekcjoner reprezentacji Polski Andrzej Bianga powołał go na zgrupowanie w Jelczu-Laskowicach, podczas którego kadra nie rozegrała żadnego oficjalnego meczu. W reprezentacji zadebiutował dwa lata później w wygranym 6:0 meczu z reprezentacją Białorusi.
Przed rozpoczęciem kariery w futsalu występował na trawie w Pomorzaninie i Elanie Toruń oraz w Promieniu Kowalewo Pomorskie.
Reprezentant Polski w piłce nożnej 6-osobowej (Socca). Aktualny mistrz Europy 2025 w tej dyscyplinie po zwycięstwie 4:2 z reprezentacją Francji.. 